# Курпеченська балка
Курпеченська балка, також Корпецька балка, Гасан-дере, Кой-Асан (тюр. — село), Койасанська балка, Огасан (крим. Körpeç yılğası) — балка на Ак-Монайському перешийку Кримського півострова. Проходить по території двох районів — Ленінського та Кіровського. Назва надана по зниклому селу Корпеч, нинішнє Птичне. Довжина водотоку становить 10,6 км. Загальна водозбірна площа 56,5 км². Бере свій початок на південному схилі Парпацького хребта. Розсікаючи його, балка впадає в Сиваш за 3,5 км на захід від с. Львове. В 1976 році в заплаві і на прилеглій до балки території побудовано Фронтове водосховище. На місці Фронтового водосховища, до 1941 року було село Кой-Асан Татарський.